# Ombra della sera

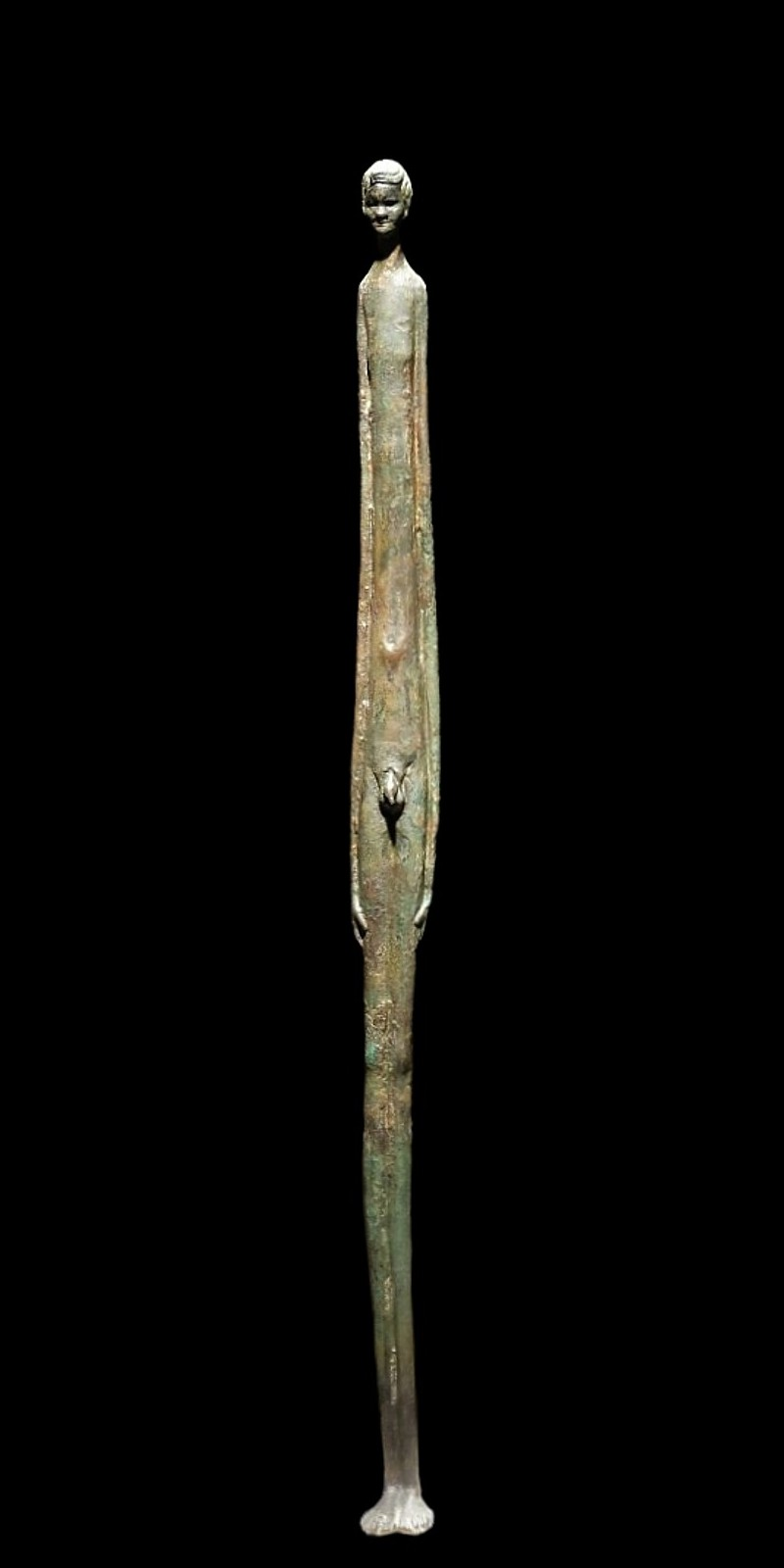
O Ombra della sera

Ombra della sera (em italiano, literalmente «Sombra da noite») é uma estátua etrusca do povoado de Velathri, atualmente conhecido como Volterra. Foi representada primeiramente em uma coleção de 1737 de antiguidades etruscas.

## Características
Representa uma silhueta masculina nua, 57,5 cm de comprimento (cerca de 22,6 polegadas), mas a coisa mais interessante é que o corpo inteiro alongado exceto a cabeça, mantém as proporções corretas.